# Maní (kommun i Colombia)
Maní är en kommun i Colombia.   Den ligger i departementet Casanare, i den centrala delen av landet, 190 km öster om huvudstaden Bogotá. Antalet invånare är 11 177.